# Mortier (1906)
Mortier – francuski niszczyciel z okresu I wojny światowej. Jednostka typu Claymore. Okręt wyposażony w dwa kotły parowe opalane węglem. Niszczyciel przetrwał wojnę. Został skreślony z listy floty 30 marca 1927 roku.